# Port lotniczy Kankan
Port lotniczy Kankan (IATA: KNN, ICAO: GUXN) – port lotniczy położony w Kankan. Jest jednym z największych portów lotniczych w Gwinei.